# Henri Tijssen
Josephus Hubertus Henricus "Henri" Tijssen (Roermond, 28 oktober 1862 - Enschede, 22 januari 1926) was een Nederlands componist en dirigent. 
Hij was zoon van bakker Peter Joseph Hubert Tijssen en Petromella Hubertina Angelina Franssen. Broers Jos Tijssen en Jean Tijssen en zus Mina Tijssen waren ook (deels) musicus van beroep. Henri Tijssen huwde Jeannette van Dijk. Zijn gehele leven speelde in en om Roermond af; hij overleed echter bij in het huis van zijn schoonzoon in Enschede, alwaar hij verpleegd werd voor een slepende ziekte. Hij werd daar ook begraven. 
Henri Tijssen ontving muziekles van zijn vader en van Jos Luyten, organist van de Sint-Christoffelkathedraal en gaf dat vervolgens door aan zijn broers en zus. Hij studeerde tevens enige tijd bij Jean-Théodore Radoux, Conradi, Sylvain Dupuis aan het Koninklijk Conservatorium Luik, waar hij een eerste prijs piano behaalde.  Hij werd in 1886 (vermoedelijk de eerste officiële) dirigent van het door zijn vader opgerichte Roermonds Mannenkoor (dat later de status Koninklijk kreeg). In 1894 werd hij voorts dirigent van het koor van de Munsterkerk (Onze Lieve Vrouwenkoor).
Henri Tijssen kreeg eeuwige roem door in 1909 de muziek te leveren voor het Limburgs volkslied Limburg mijn vaderland. Henri Tijssens zoon (Henri jr.) werd in 1959 erelid van het Roermonds Mannenkoor, vanwege het overhandigen van het manuscript van Limburg mijn vader land aan dat koor.  
Hubert Cuypers was leerling van Henri Tijssen. Voor zijn werkzaamheden werd Henri Tijssen in 1922 benoemd tot ridder in de Orde van Oranje-Nassau. Hij had toen net zijn dirigentschap bij genoemd koor vanwege gezondheidsredenen beëindigd. Roermond kent de "Henri Tijssenstraat" met onderschrift "Roermonds Toonkunstenaar 1862-1926".
- Biografisch Portaal: 43661993
- International Standard Name Identifier: 0000 0003 9538 9356
- MusicBrainz: ab653af9-4fe4-40c0-bb53-c242945f7a5f
- Nederlandse Thesaurus van Auteursnamen: 326161031
- Virtual International Authority File: 290083314
- WorldCat: E39PBJfmvpyp83j94XCdd7RkDq